# 二羰基亚硝基(三苯基胂)合钴
二羰基亚硝基(三苯基胂)合钴是一种有机钴化合物，化学式为Co(NO)(CO)2(AsPh3)，其中Ph表示苯基。它可由三羰基亚硝基钴和三苯基胂反应得到：
Co(NO)(CO)3 + AsPh3 → Co(NO)(CO)2(AsPh3) + CO
它和三丁基膦（PBu3）在甲苯中反应，可以得到CoNO(CO)2(PBu3)。